# آندروس جنوبی
آندروس جنوبی (به لاتین: South Andros) یک شهرستان در باهاما است که در آندروس واقع شده‌است.